# Neofulla biloba
Neofulla biloba är en bäcksländeart som först beskrevs av Aubert 1960.  Neofulla biloba ingår i släktet Neofulla och familjen Notonemouridae. Inga underarter finns listade i Catalogue of Life.